# Pomacentrus chrysurus
 Pomacentrus chrysurus és una espècie de peix de la família dels pomacèntrids i de l'ordre dels perciformes.

## Morfologia
Els mascles poden assolir els 9 cm de longitud total.

## Distribució geogràfica
Es troba des de l'Illa Christmas fins a Salomó, les Illes Ryukyu i Nova Caledònia.